# The Days of Grays
Albums de Sonata Arctica
Unia
(2007) Stones Grow Her Name
(2012)
The Days of Grays est le sixième album studio du groupe de power metal finlandais Sonata Arctica, sorti en 2009.

## Date de sortie
| Region           | Date              |
| ---------------- | ----------------- |
| Finlande         | 16 septembre 2009 |
| Europe           | 18 septembre 2009 |
| Amérique du nord | 22 septembre 2009 |

## Liste des pistes
1. Everything Fades To Gray (Instrumental)
2. Deathaura (avec Johanna Kurkela)
3. The Last Amazing Grays
4. Flag In The Ground
5. Breathing
6. Zeroes
7. The Dead Skin
8. Juliet
9. No Dream Can Heal A Broken Heart (avec Johanna Kurkela)
10. As If The World Wasn't Ending
11. The Truth Is Out There
12. Everything Fades To Gray (Full Version)
13. In The Dark (Bonus Track) (Digipak)
14. Nothing More (Bonus Track) (Japonais)
15. In My Eyes You're A Giant (Bonus Track) (US et Japonais)

CD Bonus Orchestral:
1. Deathaura
2. The Last Amazing Grays
3. Flag In The Ground
4. Juliet
5. As If The World Wasn't Ending
6. The Truth Is Out There
7. In The Dark